# Daniel Rafecas
Daniel Eduardo Rafecas (Buenos Aires, 5 de agosto de 1967) es un abogado, catedrático de universidad y juez argentino que desde octubre de 2004 se desempeña como titular del Juzgado Criminal y Correccional Federal N.º 3 de Capital Federal, y ha tenido a su cargo numerosas causas judiciales y fallos de trascendencia pública. 
Es Doctor en Ciencias Penales (UBA) y profesor de Derecho Penal (UBA y Universidad Nacional de Rosario). En el ámbito académico se especializó en el estudio de los horrores del Holocausto, la discriminación y los derechos humanos. Está casado y tiene dos hijos.
En enero de 2020 fue propuesto para el cargo de procurador general de la Nación por el presidente Alberto Fernández.

## Biografía

### Primeros años
Daniel Rafecas nació en la ciudad de Buenos Aires. Es de origen católico, tiene cuatro hermanos y es hijo de un ingeniero que emigró a Perú en 1985 por cuestiones laborales. Su madre falleció en un accidente automovilístico en 1999. Estudió en la escuela pública y en el Colegio San Francisco de Sales. Cumplió con el servicio militar obligatorio y comenzó a trabajar a los 19 años como meritorio en un juzgado.

### Estudios y carrera académica
Daniel Rafecas comenzó la carrera de derecho en 1985, en la Universidad de Buenos Aires, y se recibió de abogado en 1990. En 2001 concluyó un posgrado de Especialización de Derecho Penal (UBA), con 10 de promedio, y se doctoró en Ciencias Penales en 2009 (UBA). Su tesis se tituló "Tortura y otras prácticas ilegales a detenidos. Su reflejo en el Código Penal Argentino" y recibió la calificación de sobresaliente. En 1994 ingresó en la carrera docente de la Universidad de Buenos Aires.
Es profesor regular de Derecho Penal en la Universidad de Buenos Aires, en la Universidad de Rosario y en la Maestría en Derecho Penal de la Universidad de Palermo. En la Facultad de Derecho de la UBA es adjunto en "Teoría del Delito y Sistema de la Pena" de la cátedra Hendler y titular de las materias de posgrado en Derecho Penal "Teoría del Delito y Fundamentación de la pena" y "Teoría de la pena" (desde 2005). También dicta el seminario "Derecho penal y Holocausto".
Ha dado numerosas conferencias alrededor del mundo en temáticas relacionadas con el Derecho Penal y los Derechos Humanos, y publicado una treintena de trabajos de doctrina y comentarios a fallos, todos vinculados con el ámbito del Derecho Penal. Es consejero académico de la revista "Nuestra Memoria" de la Fundación Memoria del Holocausto, donde ha publicado varios artículos. Publicó los libros "Historia de la Solución Final. Una indagación de las etapas que llevaron al exterminio de los judíos europeos" (Siglo veintiuno, 2012),  "La tortura y otras prácticas ilegales a detenidos. Su reflejo en el Código Penal Argentino" (Editores del Puerto: Buenos Aires, 2010) y "El delito de quiebra de sociedades" (Editorial "Ad Hoc", 2000).

### Trayectoria profesional
Inició su carrera en la Justicia en 1987 como meritorio en un juzgado de sentencia, gracias a la gestión de un primo de su madre, el juez Eduardo Albano. Luego, como funcionario judicial a partir de 1993, ascendió por diferentes cargos en la Justicia Penal. Fue secretario de una fiscalía de juicio oral federal, estuvo a cargo de la Fiscalía de La Boca, y en 2003 llegó a Secretario Letrado de la Procuración General de la Nación (donde cumplía funciones desde 1998), a cargo del procurador Esteban Righi. 
Desde 2000, Rafecas se presentó en varios concursos del Consejo de la Magistratura para ser juez de primera instancia y de tribunal oral. El 14 de octubre de 2004 fue nombrado Juez Federal al frente del Juzgado Federal N.º 3 por el entonces presidente Néstor Kirchner, cargo al que accedió por concurso público de oposición y antecedentes. El juzgado había quedado vacante por la renuncia de Carlos Liporachi, quien había sido suspendido por el Consejo de la Magistratura.

## Causas relevantes

### Investigación sobre procedimientos policiales fraguados
Cuando Daniel Rafecas se desempeñaba como Secretario Letrado de la Procuración General de la Nación, estuvo a cargo de una comisión creada por la Procuración para investigar los procedimientos fraguados por la Policía Federal, práctica policial que consiste en atribuir delitos ficticios a personas inocentes, con el fin de mejorar las estadísticas de la fuerza y beneficiar la carrera de los oficiales involucrados. "Ese es el logro institucional más grande que tuve hasta el momento, porque desde octubre de 2003 no se inventó ni un solo procedimiento más. Logramos modificar una práctica institucional que afectaba a pobres inocentes" declaró Rafecas en ese momento.

### Causa por violaciones a los derechos humanos del Primer Cuerpo de Ejército
El Juzgado Federal N.º 3 a cargo de Daniel Rafecas desde 2004, investiga violaciones a los derechos humanos ocurridos durante la dictadura cívico-militar entre 1976 y 1983, atribuidos al personal dependiente del Primer Cuerpo del Ejército, o sometido operacionalmente al mismo, ocurridos en el ámbito de la Capital Federal, provincia de Buenos Aires y la provincia de La Pampa. Este proceso es conocido como "la Megacausa del Primer Cuerpo del Ejército", y se centraliza la causa N° 14.216/2003, caratulada "Suárez Mason, Carlos Guillermo y otros s/privación ilegal de la libertad agravada, homicidio..." originada en el año 2003, luego de que el Congreso declarara nulas las leyes de Punto Final y Obediencia Debida. La reapertura quedó radicada inicialmente en el Juzgado Federal n° 6 del Juez Canicoba Corral, y paso en 2004 al Juzgado N.º 3 al asumir Daniel Rafecas como Juez. Para comienzos de 2012 la instrucción de la causa había reconocido más de 1000 víctimas y procesado a 130 imputados, la mayoría con prisión preventiva, pertenecientes a al Ejército, la Fuerza Aérea, el Servicio Penitenciario Federal, la Gendarmería Nacional, la Policía Federal y la Secretaría de Inteligencia del Estado, y cuenta con aproximadamente 60.000 fojas de actuaciones en 300 cuerpos.
Las líneas de investigación que sigue Rafecas se dividen en dos grandes grupos: por estructuras de mando y por centro clandestino de detención. En el primer grupo se incluyen los casos de "Jorge Rafael Videla", "subzona Capital Federal", "subzona La Pampa" y "subzona 13". En la segunda línea las casos conocidos como "Masacre de Fátima", "Club Atlético", "El Banco", "Olimpo", "Caso Fassano y Révora", "El Vesubio", "Automotores Orletti", "Hospital Posadas", "Mansión Seré", "Caso Favero y Álvarez", "Superintendencia de Seguridad Federal y Garage Azopardo", y "Cuatrerismo - Brigada Güemes y Comisaría Monte Grande". En 2009 comenzaron a realizarse los juicios por los hechos investigados en esta megacausa y hasta el momento hay 30 condenados.
Entre los procesados están los expresidentes de facto Jorge Rafael Videla y Reynaldo Bignone, el exjefe militar Jorge Olivera Róvere, el ex comisario Miguel Etchecolatz y el exagente de inteligencia Raúl Guglielminetti. En el caso del dictador Jorge Rafael Videla, quien fue presidente de facto de la Argentina durante los años 1976 y 1981, condenado a reclusión perpetua por violaciones a derechos humanos en el Juicio a las Juntas ocurrido en 1985 durante el gobierno de Raúl Alfonsín, y luego indultado por el presidente Carlos Menem en 1990, fue procesado nuevamente en 2008, en el marco de esta megacausa por el Juez Daniel Rafecas, acusado por todos los hechos que no fueron objeto de imputación en el proceso inicial. En total ha sido indagado nuevamente por 650 casos de detenciones ilegales, torturas y homicidios. Videla ya se encontraba detenido con prisión domiciliaria en la investigación iniciada en 1998 por las causas de sustracción de menores durante la dictadura. Este nuevo procesamieto permitió al Estado Argentino cumplir con la obligación asumida de juzgar los crímenes de lesa humanidad en su propio territorio y rechazar los pedidos de extradición que pesaban sobre Videla.

### Causa sobre sobornos en el Senado de la Nación
La causa iniciada por las declaraciones del exsecretario parlamentario del Senado Mario Pontaquarto, involucra el supuesto pago de sobornos por parte del gobierno de Fernando de la Rúa a varios senadores, a través Secretaría de Inteligencia del Estado (SIDE), para permitir la aprobación de la ley de Reforma Laboral, que fue sancionada por el Senado el 26 de abril de 2000.
A poco tiempo de asumir como juez, Rafecas se hizo cargo de la instrucción de la causa, y procesó a nueve imputados. En 2009 procesó al expresidente Fernando de la Rúa. En el expediente judicial el juez dice que De la Rúa "debe ser considerado el máximo responsable del pago de los sobornos", porque fue quien coordinó las "negociaciones ilícitas" que culminaron con el pago de 4.300.000 pesos a los senadores con el objetivo de destrabar la aprobación de la ley de flexibilización laboral que reclamaba el Fondo Monetario Internacional. Entre los procesados se encuentran el exsecretario parlamentario Mario Pontaquarto, el exsecretario de inteligencia Fernando de Santibañes, el exministro de Trabajo Alberto Flamarique implicados presuntamente en la operatoria del pago de los sobornos y los senadores peronistas Alberto Tell, Augusto Alasino, Remo Costanzo y Ricardo Branda procesados por cohecho pasivo (el delito de haber cobrado las coimas). José Genoud, entonces presidente provisional del Senado y procesado en la causa falleció en 2008 y el exsenador Emilio Cantarero, también procesado, fue declarado inimputable por su deteriorado estado de salud. En 2007 Rafecas elevó la causa a Juicio Oral. Recién en 2011 se fijó fecha para el inicio de las audiencias pero el juicio fue postergado. Se prevé que comience en mayo de 2012. Después de una investigación que incluyó un examen del movimiento de dinero de las cuentas de la Secretaría de Inteligencia que no encontró evidencia que respaldara la versión de Pontaquarto, todos los imputados fueron absueltos en diciembre de 2012 por los jueces Miguel Pons, Guillermo Gordo y Fernando Ramírez por considerarse que no era posible probar ningún delito. Finalmente, la Cámara Federal de Casación confirmó la sentencia.

### Causa sobre inteligencia interna de la Armada
El juez Daniel Rafecas procesó al jefe de la Armada Argentina, el almirante Jorge Godoy, en la causa que investiga el caso de espionaje ilegal a políticos, integrantes de organismos de derechos humanos y dirigentes sociales, realizado por organismos de inteligencia de la Armada y prohibido por las leyes de Seguridad Interior, de Inteligencia Nacional y de Defensa Nacional. Jorge Godoy fue puesto al frente de la fuerza por el expresidente Néstor Kirchner en 2003. Rafecas sostuvo en su fallo que Godoy controlaba el aparato de inteligencia de la Armada y tenía conocimiento de que desde allí se llevaban a cabo "prácticas de inteligencia interna" que omitió desactivar. La causa se inició cuando el Centro de Estudios Legales y Sociales (CELS) denunció ante el juzgado federal de Rawson, presuntas prácticas de espionaje en la base militar Almirante Zar de Trelew, Chubut. La causa llegó a Rafecas para que investigue la responsabilidad de los más altos mandos de la Armada.

### Intento de usurpación del Club Albariño
El 13 de diciembre de 2010, mientras se desarrollaba la ocupación del Parque Indoamericano (que tuvo un saldo de tres muertos) se produjo la toma del Club Social y Deportivo Albariño, lindante a la Villa 5 conocida como Ciudad Oculta, en el barrio de Lugano de la Ciudad de Buenos Aires. El predio permaneció ocupado por 16 días, mientras ocurrieron incidentes con los ocupantes y tensión con los vecinos de la zona que intentaron desalojar a los intrusos por la fuerza. El juez federal Daniel Rafecas a cargo del operativo ordenó que la Policía realice "un cerco perimetral" en el lugar, con el objetivo de evitar enfrentamientos. Una vez calmada la situación los efectivos debieron hacer un "desalojo pacífico" del predio. Finalmente se logró el desalojo sin violencia y el Juez procesó a 10 individuos, que identificó como parte de un grupo organizado integrado por personas con antecedentes penales, dedicado a usurpar para después vender terrenos.

### Causa Papel Prensa
En 2010 el Juez Rafecas se declaró incompetente en la causa conocida como Papel Prensa y en su fallo vinculó el traspaso de acciones propiedad de la familia Gravier con la represión ilegal, delegando por tanto la causa al Juzgado Federal N.º 3 de La Plata, a cargo de Arnaldo Corazza, quien investiga las causas residuales pertenecientes al llamado "circuito Camps". A su vez, el Juez Corazza se declaró incompetente en 2011, devolviendo el expediente, y criticó a Rafecas tras considerar que había tomado una decisión prematura. El expediente se inició tras las declaraciones de Lidia Papaleo de Graiver y José Pirillo en la Asamblea General de Accionistas de Papel Prensa el 20 de junio de 2010, donde ambos relataron los vejámenes y presiones sufridas entre 1976 y 1977 en el marco del traspaso accionario hacia los diarios Clarín, La Nación y La Razón. Papel Prensa es una empresa argentina dedicada a la producción de papel de diario y es la única que produce dicho insumo en el país, por lo cual es un actor clave en el control o influencia sobre los medios de prensa escritos. El juez Julián Ercolini, a cargo de la causa, dictaminó en 2016 el sobreseimiento de Héctor Magnetto, Bartolomé Mitre, Ernestina Herrera de Noble, Raymundo Juan Pío Podestá y Guillermo Juan Gainza Paz. Dictaminó que no existía evidencia de que la venta hubiese estado influida por crímenes cometidos durante el proceso militar, ni de que la venta se hubiese realizado a un precio significativamente inferior al de mercado.

### Causa de la imprenta ex-Ciccone Calcográfica
Durante 2012 el Juez Daniel Rafecas se hizo cargo de la causa llamada ex-Ciccone Calcográfica. En dicha causa se investigan presuntas negociaciones incompatibles con la función pública por parte de Amado Boudou, durante el levantamiento de la quiebra y la posterior venta de la imprenta ex Ciccone Calcográfica, una de las plantas gráficas más importantes del país. La causa llevada adelante por el fiscal Carlos Rívolo, tomó trascendencia pública a partir de las declaraciones periodísticas de Laura Muñoz Tokatlian, expareja del contador Alejandro Paul Vanderbroele (supuesto nuevo dueño de la imprenta) donde lo calificó de testaferro del Vicepresidente. Laura Muñoz Tokatlian testimonió, declarando sobre el vínculo que Vandenbroele tenía con Nuñez Carmona, Boudou y una mujer apodada Lupe.
Entre otras medidas judiciales el Juez Rafecas ordenó el allanamiento de una propiedad del Vicepresidente, para saber si favoreció indebidamente a la empresa de Vanderbroele. En abril de 2012, durante una conferencia de prensa en el Senado, Boudou denunció que Rafecas le pasaba por mensajitos de whatsApp estrategias al abogado defensor de Nuñez Carmona. Boudou siempre había negado conocer a Vandenbroele y esto mostraba que había una coordinación entre los abogados defensores de Boudou, Núñez Carmona y Vandenbroele. Los senadores hicieron una denuncia por mal desempeño de funcionario público frente al Consejo de la Magistratura. Ignacio Danuzzo Iturraspe, abogado defensor de Nuñez Carmona, presentó los mensajes, que eran sugerencias de cómo manejarse con los medios y consejos sobre cómo proceder en la causa.

Para enfrentar la ofensiva todos los ámbitos del Gobierno deben estar del mismo lado
Daniel Rafecas.

Gracias a la mayoría absoluta del kirchnerismo en el Consejo de la Magistratura, Rafecas no fue sancionado, pero fue apartado de la investigación y la causa pasó a manos del juez Ariel Lijo.

## Derechos humanos y antisemitismo
En 2011, en el aniversario del atentado terrorista contra la sede de la AMIA fue invitado por dicha institución y por familiares de las víctimas, como uno de los oradores principales: La voz de la sobrina de Cristian Deigtar, una de las víctimas, interpretando “Con las alas del alma”, de Eladia Blázquez, precedió las palabras del juez federal Daniel Rafecas. “En 1943, los hornos crematorios; en el ’77, los vuelos de la muerte; en el ’94, las imágenes imborrables de la gente removiendo los escombros de la AMIA. Detrás está el antisemitismo más visceral. Si bien fueron acciones contra toda la humanidad, los perpetradores buscaban como objetivo atacar a la comunidad judía”, destacó el magistrado que llevó adelante la investigación por la represión de la dictadura en el centro clandestino El Vesubio, “donde el 15 por ciento de los secuestrados era judío y por ser judío tenían más probabilidad de ser trasladados, es decir, de convertirse en desaparecidos”. Rafecas instó a todas las fuerzas políticas a ponerse de acuerdo para llegar a la verdad y “a la Justicia y al ministerio público a encolumnarse” para terminar con la impunidad. “ destacó en su discurso.
Rafecas es consultor académico ad-honorem en la Fundación Memoria del Holocausto de Buenos Aires. Ha dictado conferencias sobre temas relacionados con la Shoá en los Estados Unidos (Auschwitz Institute), Francia (UNESCO), España (Casa Sefarad) e Israel (Yad Vashem), y también en países de Latinoamérica y universidades del interior de Argentina. Su libro "Historia de la Solución Final. Una indagación de las etapas que llevaron al exterminio de los judíos europeos" condensa cinco años de investigaciones sobre el tema.
En 2005, decidió no condenar a tres adolescentes por el hostigamiento a un joven por su condición de judío, y en cambio los llevó a visitar el Museo del Holocausto, donde los acompañó personalmente a recorrer sus instalaciones y les dio una clase contra la discriminación. La visita se cumplió cuando dos de los adolescentes fueron a la fundación acompañados por sus madres y el otro, por su padre. El juez fue con sus dos secretarios letrados y constituyó el juzgado allí.
Rafecas conoce el tema del Holocausto porque es consejero académico de la fundación y habitualmente lleva allí a sus alumnos de la Facultad de Derecho de la UBA. "La clase —explicó— fue sobre el peligro que significan el racismo y el antisemitismo para la formación de una conciencia democrática y también hice una breve historia del Holocausto".
La directora de la fundación calificó la decisión del juez como "una medida educativa extraordinaria que se debería imitar" y elogió "el arrepentimiento mostrado por los chicos, que tuvieron esa actitud tan argentina de asustarse y agredir a alguien diferente".

## Premios y reconocimientos
Recibió los premios: "Derechos Humanos" 2006 de la Fundación B'nai B'rith Argentina, "Moisés 2011" de la Sociedad Hebraica Argentina y "Gilbert Lewi" de la Fundación Museo del Holocausto de Buenos Aires.

## Críticas y controversias

### Declaraciones críticas
- El expresidente Fernando de la Rúa, imputado por las causa de los sobornos en el Senado en las que finalmente se dictó sentencia absolutoria de todos los procesados, declaró en 2008 que "Hay una razón política en el fallo del juez",[61] refiriéndose a Daniel Rafecas.
- El exsenador Ricardo Branda, también imputado en esta causa, y mientras ejercía como vicepresidente segundo del Banco Central, calificó al Juez Rafecas como "zurupeto [intruso en la profesión notarial] o malintencionado, para ser leve, por no decirle burro jurídico";[62] Branda fue removido de su cargo en el Banco Central por el entonces presidente Néstor Kirchner a recomendación del Congreso, debido al procesamiento judicial.[63]
- El exsenador Augusto Alasino, también procesado por esa causa y a la espera del juicio oral, criticó duramente al Juez en declaraciones periodísticas luego de ser indagado en 2006: "es una operación perversa del Gobierno y del juez Rafecas"[64] y "El Galeano de Kirchner va a ser Rafecas y el Telleldín de Galeano va a ser Pontaquarto".[65]
- El representante del Poder Ejecutivo en el Consejo de la Magistratura Hernán Ordiales, declaró con respecto a la causa Ciccone (que involucra al vicepresidente Amado Boudou) que "Existe una actitud irregular del juez [por Daniel Rafecas] al dar información sobre la causa y tener una conducta incompatible con la imparcialidad que debe tener todo magistrado. Hay que investigarlo". A su vez, el Vicepresidente de la Nación, en declaraciones periodísticas definió la causa Ciccone como "cachivache mediático jurídico",[66] y acusó a Daniel Rafecas de manejar su juzgado como una "agencia de noticias".[66]

### Denuncias ante el Consejo de la Magistratura
- En 2008 el Consejo de la Magistratura desestimó una denuncia contra el Juez Rafecas por parte del exsenador Augusto Alasino (procesado por Rafecas en la causa sobre los sobornos en el Senado), donde se esbozaban críticas a la actuación del magistrado en diversas causas,[67] en especial la causa conocida como "Viñas Blancas".
- En 2011 se tramitó otra denuncia por parte de la empresa Clarín S.A. contra el Juez, a raíz de su desemeño en la causa "Papel Prensa",[68][69] todavía sin resolución.
- En 2012 el representante del Poder Ejecutivo en el Consejo de la Magistratura, presentó un pedido de investigación contra juez Daniel Rafecas por su actuación en la causa "ex Ciccone", a partir de lo denunciado por el Vicepresidente Amado Boudou.[70] La denuncia se basó en cierto intercambio de información sobre la causa y recomendaciones a los sospechados que comprometerían su imparcialidad como juez, realizado por Rafecas a través del abogado defensor de uno de los involucrados, cuando la causa estaba aún delegada al fiscal;[71][72] y también, por un supuesto alerta a los medios previo al allanamiento de un departamento propiedad de Boudou (aunque negado por el Juez).[73]
- En  2015 fue denunciado, ante el Consejo de la Magistratura, por Elisa Carrió y Waldo Wolff por mal desempeño de la función pública por haber desestimado rápidamente la denuncia de  Alberto Nisman contra Cristina Fernández de Kirchner por supuesto encubrimiento a los acusados del atentado a la AMIA.[74][75]  Luego fue denunciado por  Ángel Rozas  por mal desempeño y parcialidad para beneficiar a los imputados en la denuncia de Nisman.[76]  En 2018 el gobierno de Mauricio Macri decidió apoyarlo para evitarle el juicio político,[76][77][78] pero el Consejo de la Magistratura decidió aplicar una sanción disciplinaria y le aplicó una  multa equivalente a la mitad de su salario por única vez,[79] por "la comisión de actos ofensivos al decoro de la función judicial, el respeto a las instituciones democráticas y los derechos humanos o que comprometen la dignidad en el cargo; y la falta o negligencia en el cumplimiento de sus deberes.[76][79]

### Caso Viñas Blancas
En el año 2006 trascendieron en los medios críticas a la actuación del Juez Daniel Rafecas en el caso conocido como "Viñas Blancas", una causa extensa y compleja que se inició en el juzgado de María Romilda Servini de Cubría, a raíz de una investigación conjunta de la Policía federal, la SIDE, el servicio de inteligencia británico y la D.E.A. donde se investigaba por narcotráfico a dos individuos de origen serbio, entre otros involucrados. La D.E.A. (agencia antidrogas estadounidense) criticó las condiciones de detención especiales de los procesados. Luego de dos años de detención en dependencias de Gendarmería, a raíz de una resolución de Rafecas, por razones humanitarias —uno de los imputados se sometió a una operación— pasaron a gozar de detención domiciliaria en un departamento de Puerto Madero, y uno de ellos obtuvo la autorización para casarse, realizando una polémica fiesta para 200 invitados en el hotel cinco estrellas "Four Seasons". Luego de este hecho, Rafecas revocó el arresto domiciliario. El abogado Ricardo Monner Sans criticó las explicaciones que el Juez Rafecas dio al periodismo. El Senador Augusto Alasino presentó una denuncia al Consejo de la Magistratura que fue desestimada. Rafecas elevó la causa a juicio oral.